# Акі Егілснес
Акі Егілснес (фар. Áki Egilsnes; 18 липня 1996) — фарерський гандболіст. Виступає за ісландський гандбольний клуб «Акюрейрі» та національну збірну Фарерських островів.